# ساندرا ماتيوس غاليانو
ساندرا ماتيوس غاليانو (بالألمانية: Sandra Gal)‏ هي لاعبة غولف ألمانية، ولدت في 9 مايو 1985 في ألمانيا.

## وصلات خارجية
- الموقع الرسمي
- ساندرا ماتيوس غاليانو على موقع رابطة لاعبات الغولف المحترفات (الإنجليزية)
- ساندرا ماتيوس غاليانو على موقع رابطة أوروبا للاعبات الغولف المحترفات (الإنجليزية)
- ساندرا ماتيوس غاليانو على موقع أوليمبيديا (الإنجليزية)
- ساندرا ماتيوس غاليانو على موقع اللجنة الأولمبية الألمانية (الألمانية)
- ساندرا ماتيوس غاليانو على موقع IMDb (الإنجليزية)